# 魔法騎士レイアース Original Song Book
『魔法騎士レイアース ORIGINAL SONG BOOK』（マジックナイトレイアース オリジナル・ソング・ブック）は、テレビアニメ『魔法騎士レイアース』のキャラクターソング・アルバムシリーズである。1995年9月20日に1枚目が、1996年1月1日に2枚目が、ポリグラムから発売された、全2枚。
ディスクジャケットは、1枚目は原作者・CLAMP描き下ろしイラストで、2枚目はロゴと共にアニメのモコナが描かれている。なお、2枚目のブックレットは曲に対応する各キャラクターの、アニメに出てきたカットを収録している。

## 1
収録曲
1. CEFIRO 〜FZ〜 [5:07]
作曲：小川銀次
2. 貴方が教えてくれた [5:24]
歌：吉成圭子
作詞：大川七瀬、作曲：村田和人、編曲：湯川トーベン
3. 明日への勇気 [4:14]
歌：獅堂光（椎名へきる）
作詞・作曲：前田克樹、編曲：湯川トーベン
4. せつなくて [4:22]
歌：龍咲海（吉田古奈美）
作詞：大川七瀬、作曲：すぎやまこういち、編曲：松尾早人
5. 予感の風 [4:23]
歌：鳳凰寺風（笠原弘子）
作詞：大川七瀬、作曲：村田和人、編曲：湯川トーベン
6. いぢわる [4:30]
歌：プリメーラ（白鳥由里）
作詞：大川七瀬、作曲：津秦一郎、編曲：湯川トーベン
7. 光の翼 [4:03]
歌：獅堂光（椎名へきる）
作詞：大川七瀬、作曲：中野督夫、編曲：湯川トーベン
8. 秘密のきもち [3:01]
歌：吉成圭子
作詞：大川七瀬、作曲・編曲：湯川トーベン
9. 私との約束 [4:16]
歌：龍咲海（吉田古奈美）
コーラス：吉成圭子
作詞：大川七瀬、作曲：吉澤瑛師、編曲：湯川トーベン
10. ずっと [4:30]
歌：鳳凰寺風（笠原弘子）
作詞：大川七瀬、作曲・編曲：湯川トーベン
11. 罪 [6:46]
歌：エメロード姫（緒方恵美）
作詞：大川七瀬、作曲・編曲：松尾早人
12. モコナの夢 [5:20]
歌：モコナ（白鳥由里）
作詞：大川七瀬、作曲・編曲：松尾早人

## 2
収録曲
1. 太陽より熱い気持ち [4:02]
歌：獅堂光（椎名へきる）
作詞：森由里子、作曲：服藤泰如、編曲：坂本洋
2. さよならの花束 [4:16]
歌：ランティス（小杉十郎太）
作詞：森由里子、作曲・編曲：松尾早人
3. 夢色の翼 [4:12]
歌：龍咲海（吉田古奈美）
作詞：吉田古奈美、作曲：太田美知彦、編曲：坂本洋
4. 君の笑顔が見たいから [4:40]
歌：クレフ（佐々木望）
作詞：森由里子、作曲・編曲：松尾早人
5. 淡い風 [5:43]
歌：鳳凰寺風（笠原弘子）
作詞：有森聡美、作曲：千住明、編曲：坂本洋
6. 涙の地図 [4:51]
歌：フェリオ（山崎たくみ）
作詞：及川眠子、作曲・編曲：坂本洋
7. 恋のタイムリミット [4:33]
歌：アスカ（西村ちなみ）
作詞：有森聡美、作曲・編曲：坂本洋
8. ホントの幸せ [4:19]
歌：カルディナ（永島由子）
作詞：及川眠子、作曲：関口敏行、編曲：坂本洋
9. 無限のラビリンス [3:35]
歌：ノヴァ（伊藤美紀）
作詞：森由里子、作曲：すぎやまこういち、編曲：松尾早人
10. Fly high [3:50]
歌：プレセア（篠原恵美）
作詞：有森聡美、作曲：湯川トーベン、編曲：坂本洋
11. 運命の航路（ルート） [4:05]
歌：イーグル・ビジョン（緒方恵美）
作詞：緒方恵美、作曲・編曲：松尾早人
12. ロマンスの森 [4:59]
歌：プリメーラwithモコナ（白鳥由里）
作詞：及川眠子、作曲・編曲：坂本洋